# Fabio Rústico
Fabio Rústico (en latín, Fabius Rusticus) fue un historiador romano del siglo I nombrado varias veces por Tácito. Tácito alababa su elocuencia y relaciona su nombre con el de Livio y lo describe como "el más gráfico de todos los historiadores antiguos y modernos". Además Tácito decía que era muy amigo de Séneca.
Fabio fue contemporáneo de Claudio y Nerón, pero poco más se sabe de su vida. Probablemente sus escritos los usaron Tácito y otros historiadores como Suetonio y Josefo.
Tácito además cita a Rústico describiendo los aspectos más controvertidos de la vida de Nerón o el suicidio de Séneca.